# György Vízvári
György Vízvári (Budapest, 18 dicembre 1928 – Budapest, 30 luglio 2004) è stato un pallanuotista ungherese, vincitore di una medaglia d'oro all'olimpiade di Helsinki 1952.